# COZY
『COZY』（コージー）は、1998年8月26日に発売された山下達郎通算11作目のスタジオ・アルバム。

## 解説
前作『ARTISAN』から7年ぶりのオリジナルアルバムとなった。山下達郎の純粋なスタジオ・アルバムでは現在収録曲が最多・収録時間が最長である。
1995年にベスト・アルバム『TREASURES』をリリースして以後、久々のオリジナルアルバムは話題となった。一度は1996年にオリジナルアルバム『Dreaming Boy』をリリースする計画があり、発売日まで公表されていたが、本人が完成度に満足しない等の事情で中断されている。また特に90年代に入り、スタッフの入れ替わりやミュージシャン同士の軋轢などの人間関係に絡む問題やワーナーの組織改編、製作費、自社スタジオ「スマイルガレージ」が閉鎖となり満足の行くスタジオ環境が確保できなかったこと、係争事案を含む山下自身の契約に絡む諸問題などから、体制の立て直しに時間を要した事も活動にブランクを生じさせる原因となった。本アルバム収録曲でシングルカットされていないものにも「〜mix」と付いているのは、元々『Dreaming Boy』用にレコーディングしていたものを新たに作り直したためである。
『ARTISAN』から7年後のリリースとなった本作だが、その間に上記のベスト盤『TREASURES』、『SEASON'S GREETINGS』のような企画盤、『GREATEST HITS! OF TATSURO YAMASHITA』、シュガー・ベイブの『SONGS』といった既発アイテムのリマスター盤などはリリースされていた。一方、この7年間に録音された楽曲は50曲にものぼると言われている。また、この間はCM曲が非常にたくさん作られていたが、一部を除いてほとんどが未発表のままで、サンデー・ソングブックで一部がオンエアされるくらいしか耳にする機会がなく、ファンは音源化を待ち望んでいる状態だった。結果的に、本作に収録されている楽曲はほとんど世に出回っていたCM曲のフルコーラス版が中心となっている。
リリースの前年はKinki Kidsの「硝子の少年」が大ヒットし、これを足掛かりに楽曲提供や自身の制作体制の立て直しを行っていた時期である。そのため、雑誌などで「硝子の少年」のセルフカヴァーが収録される、というデマが出回ったこともあったが、山下自身が「それを入れたら売れるだろうけど、（アルバムの収録時間を長くしすぎて）音のクオリティを下げたくない」とあえて未収録にした旨を語っている（ただしライブでは、ファンサービスでセルフカバーを披露している）。その後、2012年に発売されたオールタイム・ベスト『OPUS 〜ALL TIME BEST 1975-2012〜』初回限定盤のボーナス・ディスクに収録された。

## パッケージ、アートワーク
ジャケットに写っている人形を模した紙フィギュア付き初回限定盤、その人形がサンタのコスチュームになったクリスマス仕様の期間限定パッケージも発売された。

## チャート成績
発売から10日間で80万枚を出荷。発売元のワーナーミュージック・ジャパンによると購入層の30%以上が（1998年当時普段レコード店に足を運ばないと言われた）30歳以上の層であった。本作リリースの前年には大滝詠一のシングル「幸せな結末」が大ヒットしており、小室サウンドやヴィジュアル系ロックバンドのブーム後の「大人のサウンド」の復権と報じるメディアもあった。

## 収録曲
1. 氷のマニキュア  –  (5'05")[1]
アルバム書き下ろし。ドラムは元ローディの阿部薫、ギターソロは佐橋佳幸による演奏。このギターソロに関してはレコーディングの際に山下本人を含め、5人ほどのギタリストが演奏したものの、山下のイメージに合うテイクがなかなか録れず、アルバムのマスタリングの期日が迫っていたため、最後に佐橋が呼ばれた時点で山下は「今日、佐橋でやってみて、ダメだったらこの曲入れるのやめようと思ってんだよね」と収録を断念することも考えていたが、最終的に佐橋の演奏が一発でOKテイクとなった。ちなみに佐橋の前でエンジニアの吉田保がボツになったギターソロのオケをいっぺんに流してしまい、山下にこっぴどく怒られる。この時佐橋はそのうちの2〜3人は誰が弾いたかすぐ分かったというエピソードがある。なお、2015年には、佐橋佳幸が音楽活動の中で関わった楽曲を収録したコンピレーション・アルバム『佐橋佳幸の仕事(1983-2015) 〜Time Passes On〜』[注釈 2]に、山下自身がオリジナル・マルチ・テープからリミックスを行なった「氷のマニキュア (2015 REMIX)」が収録された。
2. ヘロン  –  (4'43")[1]
1998年発売のシングル。元々は「鳴かないでHERON」というタイトルでTBS「ビッグモーニング」のテーマ曲として作られたが、当時はシングルカットされず、後にキリンラガービールのCMソングに使われるにあたり、歌、コーラス、ハープシコード以外を全部録り直した上で完成させた[3]。タイトルの“ヘロン”は“青鷺”=朝を象徴する鳥という意味。PVが制作されている。
3. FRAGILE（フラジール）  –  (5'28")[1]
1998年春SANYOブランド「フラジール」CMソング。CMヴァージョンはファンクラブ通信販売アルバム『山下達郎CM全集 Vol.2』[注釈 3]に収録された。
4. DONUT SONG（ドーナツ・ソング）  –  (4'22")[1]
1996年にミスタードーナツのCMソングとして書き下ろされていた曲。その為、ハニーディップやエンゼルクリームなどのミスタードーナツの店頭メニューが歌詞に登場する。後に、オールタイム・ベスト『OPUS 〜ALL TIME BEST 1975-2012〜』[注釈 1]にも収録されたが、ライナーノーツで山下は「ミスタードーナツのCMソングでおなじみのこの曲は、渋谷公園通りが舞台だが、肝心のミスドがなくなってしまった。でも、それもまたよしとしよう。より一層夢想的・妄想的になれるから」[4]と書いている。この曲も『山下達郎CM全集 Vol.2』[注釈 3]にCMヴァージョンが収録された。ドラムは1980年代後半以降、引退状態にあった上原裕が音楽活動復帰後初レコーディング曲となった。2023年7月26日発売のシングル「Sync Of Summer」[注釈 4]のカップリングに、2023年最新リマスター音源を使用した“2023 NEW REMASTER”としてリカットされた。
5. 月の光  –  (5'35")[1]
アルバム書き下ろし。
6. 群青の炎 -ULTRAMARINE FIRE-  –  (5'04")[1]
1993年夏に「キリンビールのお中元」のCM用に制作されていたが、CM自体は数回しかオンエアされなかった。山下としては珍しく、全編がファルセット調の楽曲。
7. BOOMERANG BABY（ブーメラン・ベイビー）  –  (2'27")[1]
加山雄三のカヴァー。カバーした経緯は、山下が加山のトリビュート・アルバム『60 CANDLES』に参加オファーがあった事である。山下はオムニバス盤の中に自分の曲が並ぶことを快く思わなかった為、参加を断った。その代わりに本作に加山のカバーを収録した。それが「BOOMERANG BABY」である。
8. 夏のCOLLAGE（コラージュ）  –  (4'22")[1]
トヨタ・カリーナCMソング。アルバム発表と最も時期が近いタイアップ作品。
9. LAI-LA -邂逅-（ライ・ラ）  –  (4'22")[1]
1994年NHKドラマ「赤ちゃんが来た」主題歌。
10. STAND IN THE LIGHT –愛の灯（ともしび）–（スタンド・イン・ザ・ライト） ('98 REMIX)  –  (5'05")[1]
メリサ・マンチェスターとの共演作。
11. セールスマンズ・ロンリネス –SALESMAN'S LONELINESS–  –  (5'27")[1]
アルバム書き下ろし。ドーナツ・ソングに出てくる渋谷公園通りのミスター・ドーナツで夏の昼下がりに娘といた時に、一人カウンターに座っていたサラリーマンの背中が寂しげに見えた姿から作られた。曲自体は90年代に入ってから出来ていた。
12. SOUTHBOUND #9（サウスバウンドNO.9）  –  (5'02")[1]
1995年日産・スカイラインCMソング。2019年発売のシングル「RECIPE (レシピ)」[注釈 5]に2019年のライブ・ヴァージョンが収録された。
13. DREAMING GIRL（ドリーミング・ガール） ('98 REMIX)  –  (5'12")[1]
1996年発売のシングル。NHK連続テレビ小説「ひまわり」主題歌。山下曰く、「本作のベストトラック」。PVにはさとう珠緒が出演。
14. いつか晴れた日に (ALBUM REMIX)  –  (4'58")[1]
1998年発売のシングル。TBS系ドラマ「先生知らないの?」主題歌。
15. MAGIC TOUCH（マジック・タッチ） ('98 VERSION)  –  (5'35")[1]
1993年発売のシングル。maxellカセットテープCMソング。山下曰く「初めは選曲から外すつもりだったが、スタッフやカルトな人からの受けが良かったので、最後にボーナス・トラックという扱いで入れた」という。

## WPJV-7450/7451

### 解説
初回生産限定のアナログ盤も2枚組仕様にてリリース。アナログ盤のみ、「BLOW ('98 REMIX)」が追加収録された。特典として、CDとは別タイプのオリジナル・ペーパーフィギアを封入。

### 収録曲

#### DISC 1 SIDE A
1. 氷のマニキュア
2. ヘロン
3. FRAGILE（フラジール）
4. DONUT SONG（ドーナツ・ソング）

#### DISC 1 SIDE B
1. 月の光
2. 群青の炎 -ULTRAMARINE FIRE-
3. BOOMERANG BABY（ブーメラン・ベイビー）
4. 夏のCOLLAGE（コラージュ）

#### DISC 2 SIDE A
1. LAI-LA -邂逅-（ライ・ラ）
2. STAND IN THE LIGHT –愛の灯（ともしび）–（スタンド・イン・ザ・ライト） ('98 REMIX)
3. セールスマンズ・ロンリネス –SALESMAN'S LONELINESS–
4. SOUTHBOUND #9（サウスバウンドNO.9）

#### DISC 2 SIDE B
1. BLOW（ブロウ） ('98 REMIX)
シングル「アトムの子」カップリング曲。CD化の要望は多かったがアナログ盤にのみの収録となった。後にベスト・アルバム『RARITIES』に収録された。
2. DREAMING GIRL（ドリーミング・ガール） ('98 REMIX)
3. いつか晴れた日に (ALBUM REMIX)
4. MAGIC TOUCH（マジック・タッチ） ('98 VERSION)

## クレジット

### 氷のマニキュア
| Words by 松本隆, Music by 山下達郎 |
|                                    |
| ©1998 Smile Publishers Inc.        |
|                                    |

| 山下達郎   | - Lead & Background Vocals, - Acoustic Guitar, Electric Guitar, - Keyboards & Percussion |
| 阿部薫     | Drums                                                                                    |
| 伊藤広規   | Electric Bass                                                                            |
| 難波弘之   | Acoustic Piano & Electric Piano                                                          |
| 佐橋佳幸   | Electric Guitar Solo                                                                     |
| 浜口茂外也 | Percussion                                                                               |
| 竹内まりや | Background Vocals                                                                        |
| 山川恵津子 | Background Vocals                                                                        |
| 佐々木久美 | Background Vocals                                                                        |
| 三谷泰弘   | Background Vocals                                                                        |

| BOB MILLIKAN    | Trumpet      |
| BYRON STRIPLING | Trumpet      |
| TOM MALONE      | Trombone     |
| KEITH O'QUINN   | Trombone     |
| DAVE TOFANI     | Tenor Sax    |
| ROGER ROSENBERG | Baritone Sax |

### ヘロン
| Words & Music by 山下達郎                  |
|                                            |
| ©1997 Nichion,Inc. & Smile Publishers Inc. |
|                                            |

| 山下達郎                    | - Lead & Background Vocals, - Acoustic Guitar, Electric Guitar, - Marimba, Glocken &Percussion |
| 青山純                      | Drums                                                                                          |
| 伊藤広規                    | Electric Bass                                                                                  |
| 佐橋佳幸                    | Acoustic Guitar & Electric Guitar                                                              |
| 難波弘之                    | - Acoustic Piano, - Harpsichord & Marimba                                                      |
| 浜口茂外也                  | Percussion                                                                                     |
| 鳴嶋英治                    | Percussion                                                                                     |
| 川瀬正人                    | Percussion                                                                                     |
| 菅原裕紀                    | Percussion                                                                                     |
| JAKE H. CONCEPCION Alto Sax |                                                                                                |
| 金城寛文                    | Tenor Sax                                                                                      |
| 柳沼寛                      | Tenor Sax                                                                                      |
| 高野正幹                    | Baritone Sax                                                                                   |

### FRAGILE（フラジール）
| Words by ALAN O'DAY, Music by 山下達郎 |
|                                        |
| ©1998 Tenderberry Music,Inc.           |
|                                        |

| 山下達郎                      | Lead & Background Vocals, Computer Programming, Electric Guitar, Keyboards & Percussion |
| RANDY BRECKER Flugelhorn Solo |                                                                                         |
| 橋本茂昭                      | Synthesizer Operator                                                                    |

### DONUT SONG（ドーナツ・ソング）
| Words & Music by 山下達郎    |
|                              |
| ©1998 Tenderberry Music,Inc. |
|                              |

| 山下達郎   | - Lead & Background Vocals, - Acoustic Guitar, Electric Guitar, - Keyboards, Hammond Organ & - Percussion |
| 上原裕     | Drums |
| 伊藤広規   | Electric Bass                                                                                             |
| 中西康晴   | Acoustic Piano                                                                                            |
| 難波弘之   | Acoustic Piano                                                                                            |
| 浜口茂外也 | Percussion                                                                                                |
| 橋本茂昭   | Synthesizer Operator                                                                                      |

### 月の光
| Words by 松本隆, Music by 山下達郎 |
|                                    |
| ©1998 Smile Publishers Inc.        |

|                              |                                                                         |
| 山下達郎                     | - Lead & Background Vocals, - Electric Guitar, Keyboards & - Percussion |
| 青山純                       | Drums                                                                   |
| 伊藤広規                     | Electric Bass                                                           |
| 佐藤博                       | - Acoustic Piano, Electric Piano & - Hammond Organ                      |
| LENNY PICKETT Tenor Sax Solo |                                                                         |
| 竹内まりや                   | Background Vocals                                                       |
| 山川恵津子                   | Background Vocals                                                       |
| 佐々木久美                   | Background Vocals                                                       |
| 三谷泰弘                     | Background Vocals                                                       |

### 群青の炎 –ULTRAMARINE FIRE–
| Words & Music by 山下達郎    |
|                              |
| ©1998 Tenderberry Music,Inc. |

|          |                                                                                     |
| 山下達郎 | - Lead Vocal, Computer Programming, - Gut Guitar, Keyboards, Glocken & - Percussion |
| 橋本茂昭 | Synthesizer Operator                                                                |

### BOOMERANG BABY（ブーメラン・ベイビー）
| Words & Music by 弾厚作                   |
|                                           |
| ©1965 Watanabe Music Publishing Co., Ltd. |
|                                           |

| 山下達郎 | - Lead & Background Vocals, Drums, - Electric Bass, Acoustic Guitar, - Electric Guitar, Keyboards & Percussion |

### 夏のCOLLAGE（コラージュ）
| Words & Music by 山下達郎   |
|                             |
| ©1998 Smile Publishers Inc. |
|                             |

| 山下達郎 | - Lead & Background Vocals, - Electric Guitar, Acoustic Guitar, - Keyboards & Percussion |
| 青山純   | Drums                                                                                    |
| 伊藤広規 | Electric Bass                                                                            |
| 難波弘之 | Acoustic Piano & Electric Piano                                                          |
| 重実徹   | Keyboards                                                                                |

### LAI-LA -邂逅-（ライ・ラ）
| Words & Music by 山下達郎 |

| © | - 1994 Japan Broadcast Publishing Co., Ltd., - Smile Publishers Inc. & Tenderberry Music,Inc. |

|          |                                                                  |
| 山下達郎 | - Lead & Background Vocals, - Gut Guitar, Keyboards & Percussion |
| 青山純   | Drums                                                            |
| 伊藤広規 | Electric Bass                                                    |
| 佐橋佳幸 | Electric Guitar                                                  |

### STAND IN THE LIGHT –愛の灯（ともしび）–（スタンド・イン・ザ・ライト）('98 REMIX)
| Words by MELISSA MANCHESTER, Music by 山下達郎 |
|                                                |

| © | - 1995 Fujipacific Music Inc. & Smile Publishers Inc. & - Rumanian Pickleworks Music Co. ⁄ the rights for Japan assigned to - Warner ⁄ Chappell Music, Japan K.K.., c ⁄ o Nichion,Inc. |

|                    | |
| 山下達郎           | - Lead & Background Vocals, - Computer Programming, Electric Guitar, - Acoustic Guitar, Electric Sitar, - Keyboards & Percussion |
| MELISSA MANCHESTER | |
|                    | Lead & Background Vocals |
| 難波弘之           | Acoustic Piano |
| 橋本茂昭           | Synthesizer Operator |

### セールスマンズ・ロンリネス –SALESMAN'S LONELINESS–
| Words & Music by 山下達郎   |
|                             |
| ©1998 Smile Publishers Inc. |
|                             |

| 山下達郎 | - Lead & Background Vocals, - Computer Programming, - Keyboards & Percussion |
| 橋本茂昭 | Synthesizer Operator                                                         |

### SOUTHBOUND #9（サウスバウンドNO.9）
| Words & Music by 山下達郎   |
|                             |
| ©1998 Smile Publishers Inc. |
|                             |

| 山下達郎 | - Lead & Background Vocals, - Computer Programming, - Electric Guitar, Keyboards & - Percussion |
| 島村英二 | Drums                                                                                           |
| 伊藤広規 | Electric Bass                                                                                   |
| 土岐英史 | Alto Sax Solo                                                                                   |
| 淵野繁雄 | Tenor Sax Solo                                                                                  |

### BLOW（ブロウ）('98 REMIX)
| Words & Music by 山下達郎                  |
|                                            |
| ©1992 Nichion,Inc. & Smile Publishers Inc. |
|                                            |

| 山下達郎   | - Lead & Background Vocals, - Electric Guitar, Keyboards, - Glocken & Percussion |
| 青山純     | Drums                                                                            |
| 伊藤広規   | Electric Bass                                                                    |
| 浜口茂外也 | Percussion                                                                       |
| 土岐英史   | Soprano Sax Solo                                                                 |

### DREAMING GIRL（ドリーミング・ガール）('98 REMIX)
| Words by 松本隆, Music by 山下達郎 |
|                                    |

| © | - 1996 Japan Broadcast Publishing Co., Ltd. - & Smile Publishers Inc. |
|   |                                                                       |

| 山下達郎                    | - Lead & Background Vocals, - Electric Guitar, Acoustic Guitar, - Keyboards, Glocken & - Percussion |
| 青山純                      | Drums                                                                                               |
| 伊藤広規                    | Electric Bass                                                                                       |
| 難波弘之                    | Acoustic Piano & Electric Piano                                                                     |
| 佐橋佳幸                    | Acoustic Guitar                                                                                     |
| JAKE H. CONCEPCION Alto Sax | |
| 金城寛文                    | Tenor Sax                                                                                           |
| 森守                        | Tenor Sax                                                                                           |
| 柳沼寛                      | Baritone Sax                                                                                        |
| 加藤“GOE”高志               | Strings Concert Master                                                                              |

### いつか晴れた日に (ALBUM REMIX)
| Words by 松本隆, Music by 山下達郎 |
|                                    |

| © | - 1998 Nichion,Inc., Smile Publishers Inc. - & Johnny Company,Inc. |

|            |                                                                                  |
| 山下達郎   | - Lead & Background Vocals, - Acoustic Guitar, Keyboards, Glocken & - Percussion |
| 青山純     | Drums                                                                            |
| 伊藤広規   | Electric Bass                                                                    |
| 難波弘之   | Electric Piano                                                                   |
| 佐橋佳幸   | Acoustic Guitar                                                                  |
| 浜口茂外也 | Percussion                                                                       |
| 竹内まりや | Background Vocals                                                                |
| 三谷泰弘   | Background Vocals                                                                |

### MAGIC TOUCH（マジック・タッチ）('98 VERSION)
| Words & Music by 山下達郎   |
|                             |
| ©1993 Smile Publishers Inc. |
|                             |

| 山下達郎      | - Lead & Background Vocals, - Computer Programming, - Electric Guitar, Keyboards, - Glocken & Percussion |
| 土岐英史      | Soprano Sax Solo                                                                                         |
| 加藤“JOE”高志 | Strings Concert Master                                                                                   |
| 橋本茂昭      | Synthesizer Operator                                                                                     |

### スタッフ
| PRODUCED & ARRANGED BY TATSURO YAMASHITA for Tenderberry Music                                           |
| except Horn Arrangement on “氷のマニキュア” by Mark Suozzo, Jimmy Biondolillo & Tats                     |
| Exective Producer : Ryuzo Kosugi                                                                         |
| |
| Mixing Engineer : Tamotsu Yoshida                                                                        |
| |
| Recording Engineers : Tamotsu Yoshida, Tatsuya Nakamura, Vittorio T. Zammarono                           |
| Assistant Engineer : Shunji Kawai, Manami Ito, Yasuo Iijima, Masaki Takamura & Hirokazu Nakaya           |
| |
| Mixing Studio : Planet Kingdom                                                                           |
| Recording Studios : Planet Kingdom, Onkio Haus, Sound City, Groove (Osaka), Platinum (NY) & Smile Garage |
| Mastering Engineer : Mitsuharu Harada                                                                    |
| Analog Disc Mastering Engineer : Kazumi Tezuka                                                           |
| |
| Management : Smile Company                                                                               |
| A&R Coordinators : Shuichi Kobayashi (Smile Co.) & Mitsuhiro Tamura (WMJ)                                |
| Assistant A&R : Hiroyuki Arikawa & Akira Shoji (Smile Co.)                                               |
| Session Coordinators : Teruko Ohira & Ryo Ogawa (CMC)                                                    |
| N.Y. Casting & Coordination : Jimmy Biondolillo                                                          |
| |
| Art Direction & Design : Shinya Nakajima & Shusaku Harima (Tohokushinsha Film Co.)                       |
| Coordination : Kuniko Ogino (Tohokushinsha Film Co.)                                                     |
| Model Art : Taichi Ito (A・T Illusion Inc.)                                                              |
| Inner Photo : Takahisa Ide & Kaoru Ijima                                                                 |
| |
| Hiroshi Sato by the courtesy of TOSHIBA-EMI LTD.                                                         |
| Yoshiyuki Sahashi by the courtesy of POLYDOR K.K.                                                        |

## リリース日一覧
| 地域 | タイトル | リリース日     | レーベル                  | 規格 | カタログ番号   | 備考 |
| ---- | -------- | -------------- | ------------------------- | ---- | -------------- | --- |
| 日本 | COZY     | 1998年8月26日  | MOON ⁄ WARNER MUSIC JAPAN | CD   | WPCV-7450      | 初回盤は三方背ボックス仕様、オリジナル・ペーパーフィギアを封入。                                                 |
| 日本 | COZY     | 1998年10月25日 | MOON ⁄ WARNER MUSIC JAPAN | 2LP  | WPJV-7450/7451 | アナログ盤のみ、「BLOW ('98 REMIX)」を追加収録。特典として、CDとは別タイプのオリジナル・ペーパーフィギアを封入。 |